# La Palma, Cuerámaro
La Palma är en ort i Mexiko.   Den ligger i kommunen Cuerámaro och delstaten Guanajuato, i den centrala delen av landet, 300 km nordväst om huvudstaden Mexico City. La Palma ligger 1 722 meter över havet och antalet invånare är 129.
Terrängen runt La Palma är kuperad västerut, men österut är den platt. Runt La Palma är det ganska tätbefolkat, med 72 invånare per kvadratkilometer. Närmaste större samhälle är Cuerámaro, 2,9 km söder om La Palma. Trakten runt La Palma består till största delen av jordbruksmark.